# 南坎区
南坎区，是缅甸联邦第一特区贵概县下辖的一个区。

## 行政区划
南坎区下辖以下等乡镇：
- 蛮扎乡（မန်ကျားမြို့နယ်）[1]
- 八麻乡[2]